# Saint-Aubin (Centro-Valle della Loira)
Saint-Aubin è un comune francese di 189 abitanti situato nel dipartimento dell'Indre nella regione del Centro-Valle della Loira.

## Società

### Evoluzione demografica
Abitanti censiti